# Maratona de Estocolmo

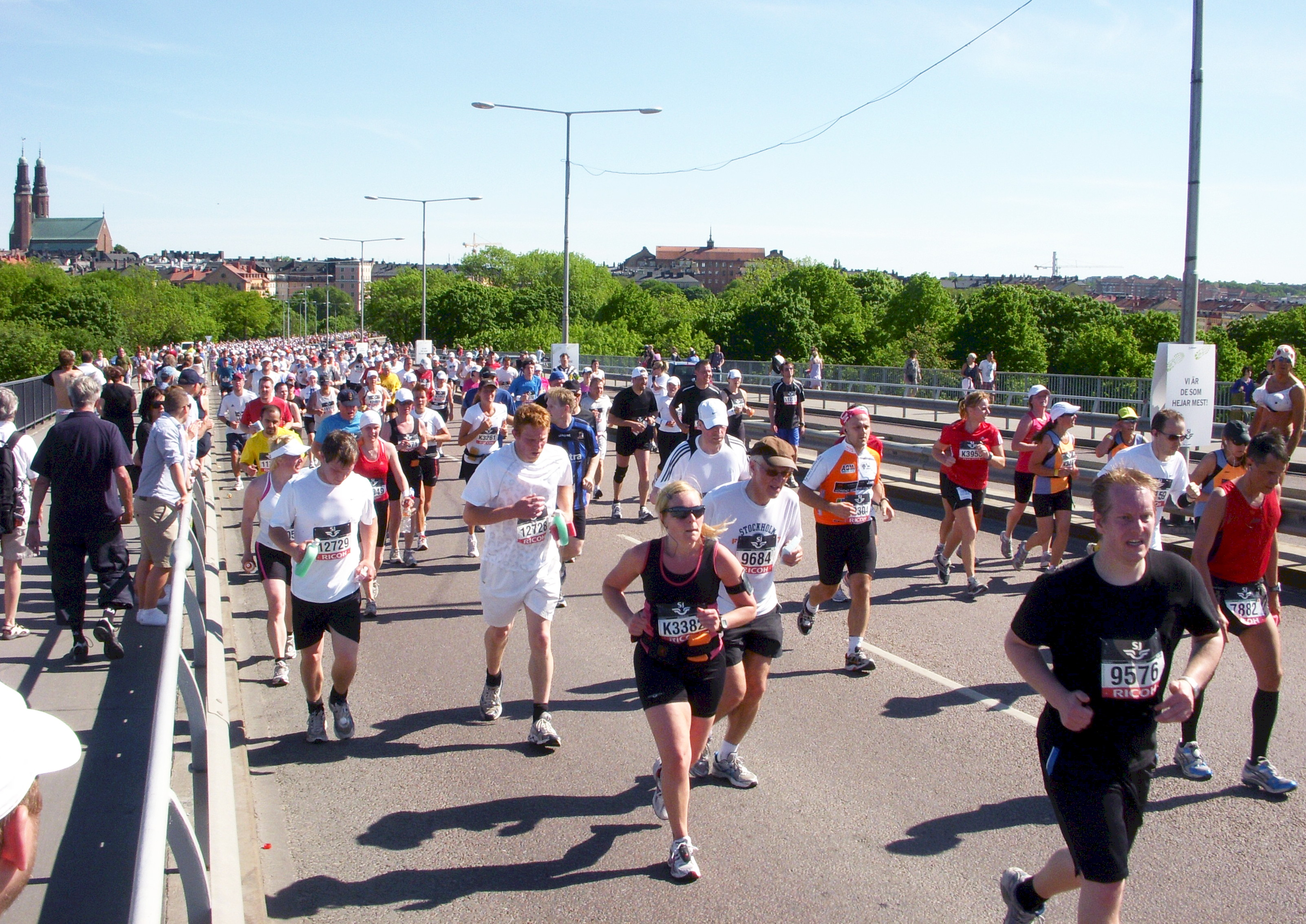
Os maratonistas passando Västerbron

A Maratona de Estocolmo – também conhecida como Stockholm Marathon eller Stockholmsmaran – é uma corrida anual realizada na cidade de Estocolmo na Suécia.
Tem lugar desde 1979, e começa e termina no Estádio Olímpico.
É a mais participada maratona da Suécia, tendo contado com 15 000 participantes na sua última edição (2019).

## Vencedores

### Homens
| Ano  | Vencedor               | País           | Tempo   |
| ---- | ---------------------- | -------------- | ------- |
| 1979 | Jukka Toivola          | Finlândia      | 2:17.35 |
| 1980 | Jeff Wells             | Estados Unidos | 2:15.49 |
| 1981 | Bill Rodgers           | Estados Unidos | 2:13.26 |
| 1982 | Kjell-Erik Ståhl       | Suécia         | 2:19.20 |
| 1983 | Hugh Jones             | Reino Unido    | 2:11.37 |
| 1984 | Agapius Masong         | Tanzânia       | 2:13.47 |
| 1985 | Tommy Persson          | Suécia         | 2:17.18 |
| 1986 | Kjell-Erik Ståhl       | Suécia         | 2:12.33 |
| 1987 | Kevin Forster          | Reino Unido    | 2:13.52 |
| 1988 | Suleiman Nyambui       | Tanzânia       | 2:14.26 |
| 1989 | Dave Clarke            | Reino Unido    | 2:13.34 |
| 1990 | Simon Robert Naali     | Tanzânia       | 2:13.04 |
| 1991 | Åke Eriksson           | Suécia         | 2:12.38 |
| 1992 | Hugh Jones             | Reino Unido    | 2:15.58 |
| 1993 | Daniel Mbuli           | África do Sul  | 2:16.30 |
| 1994 | Tesfaye Bekele         | Etiópia        | 2:14.06 |
| 1995 | Åke Eriksson           | Suécia         | 2:14.29 |
| 1996 | Tesfaye Bekele         | Etiópia        | 2:15.05 |
| 1997 | Benson Masya           | Quênia         | 2:17.22 |
| 1998 | Martin Ojuko           | Quênia         | 2:16.12 |
| 1999 | Alfred Shemweta        | Suécia         | 2:14.52 |
| 2000 | Alfred Shemweta        | Suécia         | 2:18.49 |
| 2001 | Anders Szalkai         | Suécia         | 2:18.17 |
| 2002 | My Tahar Echchadli     | Marrocos       | 2:18.20 |
| 2003 | Josphat Chemjor        | Quênia         | 2:18.14 |
| 2004 | Joseph Riri            | Quênia         | 2:16.12 |
| 2005 | Kasirayi Sita          | Zimbabwe       | 2:13.28 |
| 2006 | Philip Bandawe         | Zimbabwe       | 2:17.01 |
| 2007 | Philip Bandawe         | Zimbabwe       | 2:20.56 |
| 2008 | Willy Korir            | Quênia         | 2:16.03 |
| 2009 | Paul Kipkemei Kogo     | Quênia         | 2:15.34 |
| 2010 | Joseph Lagat           | Quênia         | 2:12.48 |
| 2011 | Shumi Gerbaba          | Etiópia        | 2:14.07 |
| 2012 | Methkal Abu Drais      | Jordânia       | 2:19.16 |
| 2013 | Shumi Gerbaba          | Etiópia        | 2:16.13 |
| 2014 | Benjamin Bitok         | Quênia         | 2:13.21 |
| 2015 | Yekeber Bayabel        | Etiópia        | 2:18.22 |
| 2016 | Stanley Koech          | Quênia         | 2:10.58 |
| 2017 | Abrha Milaw            | Etiópia        | 2:11.36 |
| 2018 | Lawi Kiptui            | Quênia         | 2:13.30 |
| 2019 | Nigussie Sahlesilassie | Etiópia        | 2:10.10 |

### Senhoras
| Ano  | Vencedora                 | País               | Tempo   |
| ---- | ------------------------- | ------------------ | ------- |
| 1979 | Heide Brenner             | Alemanha Ocidental | 2:47.06 |
| 1980 | Ingrid Kristiansen        | Noruega            | 2:38.45 |
| 1981 | Ingrid Kristiansen        | Noruega            | 2:41.34 |
| 1982 | Ingrid Kristiansen        | Noruega            | 2:34.26 |
| 1983 | Tuulikki Räisänen         | Suécia             | 2:36.58 |
| 1984 | Ria Van Landeghem         | Bélgica            | 2:34.13 |
| 1985 | Jeanette Nordgren         | Suécia             | 2:36.43 |
| 1986 | Evy Palm                  | Suécia             | 2:34.42 |
| 1987 | Evy Palm                  | Suécia             | 2:35.14 |
| 1988 | Grete Waitz               | Noruega            | 2:28.24 |
| 1989 | Evy Palm                  | Suécia             | 2:33.26 |
| 1990 | Midde Hamrin              | Suécia             | 2:37.07 |
| 1991 | Midde Hamrin              | Suécia             | 2:36.15 |
| 1992 | Linda Milo                | Bélgica            | 2:39.10 |
| 1993 | Grete Kirkeberg           | Noruega            | 2:37.58 |
| 1994 | Irina Sklarenko           | Ucrânia            | 2:40.34 |
| 1995 | Ingmarie Nilsson          | Suécia             | 2:33.03 |
| 1996 | Grete Kirkeberg           | Noruega            | 2:36.40 |
| 1997 | Anita Håkenstad           | Noruega            | 2:33.26 |
| 1998 | Grete Kirkeberg           | Noruega            | 2:37.39 |
| 1999 | Marie Söderström-Lundberg | Suécia             | 2:36.55 |
| 2000 | Marie Söderström-Lundberg | Suécia             | 2:37.57 |
| 2001 | Esther Kiplagat           | Quênia             | 2:29.55 |
| 2002 | Lena Gavelin              | Suécia             | 2:33.48 |
| 2003 | Marie Söderström-Lundberg | Suécia             | 2:35.07 |
| 2004 | Rita Jeptoo               | Quênia             | 2:35.14 |
| 2005 | Tina Maria Ramos          | Espanha            | 2:41.31 |
| 2006 | Anna Rahm                 | Suécia             | 2:36.35 |
| 2007 | Kirsten Melkevik Otterbu  | Noruega            | 2:37.02 |
| 2008 | Isabellah Andersson       | Suécia             | 2:34.14 |
| 2009 | Isabellah Andersson       | Suécia             | 2:33.52 |
| 2010 | Isabellah Andersson       | Suécia             | 2:31.35 |
| 2011 | Isabellah Andersson       | Suécia             | 2:37.28 |
| 2012 | Derebe Godana             | Etiópia            | 2:40.19 |
| 2013 | Isabellah Andersson       | Suécia             | 2:33.49 |
| 2014 | Isabellah Andersson       | Suécia             | 2:32.28 |
| 2015 | Isabellah Andersson       | Suécia             | 2:34.14 |
| 2016 | Jane Onyangi              | Quênia             | 2:31.45 |
| 2017 | Konjit Tilahun            | Etiópia            | 2:35.45 |
| 2018 | Mikaela Larsson           | Suécia             | 2:40.28 |
| 2019 | Aberash Fayesa            | Etiópia            | 2:33.38 |